# Tolhuis (Lobith)
Tolhuis (littéralement « péage ») est un château situé près du village néerlandais de Lobith (aujourd'hui incorporée dans la commune de Zevenaar), à l'endroit où le Rhin entre aux Pays-Bas.
Aux côtés de la « Grosse Tour » originelle de 1222 — le donjon — s'est développé un grand château. Le « péage » est devenu au cours de l'époque médiévale un centre culturel et administratif. Il a été détruit en 1672.

## Histoire

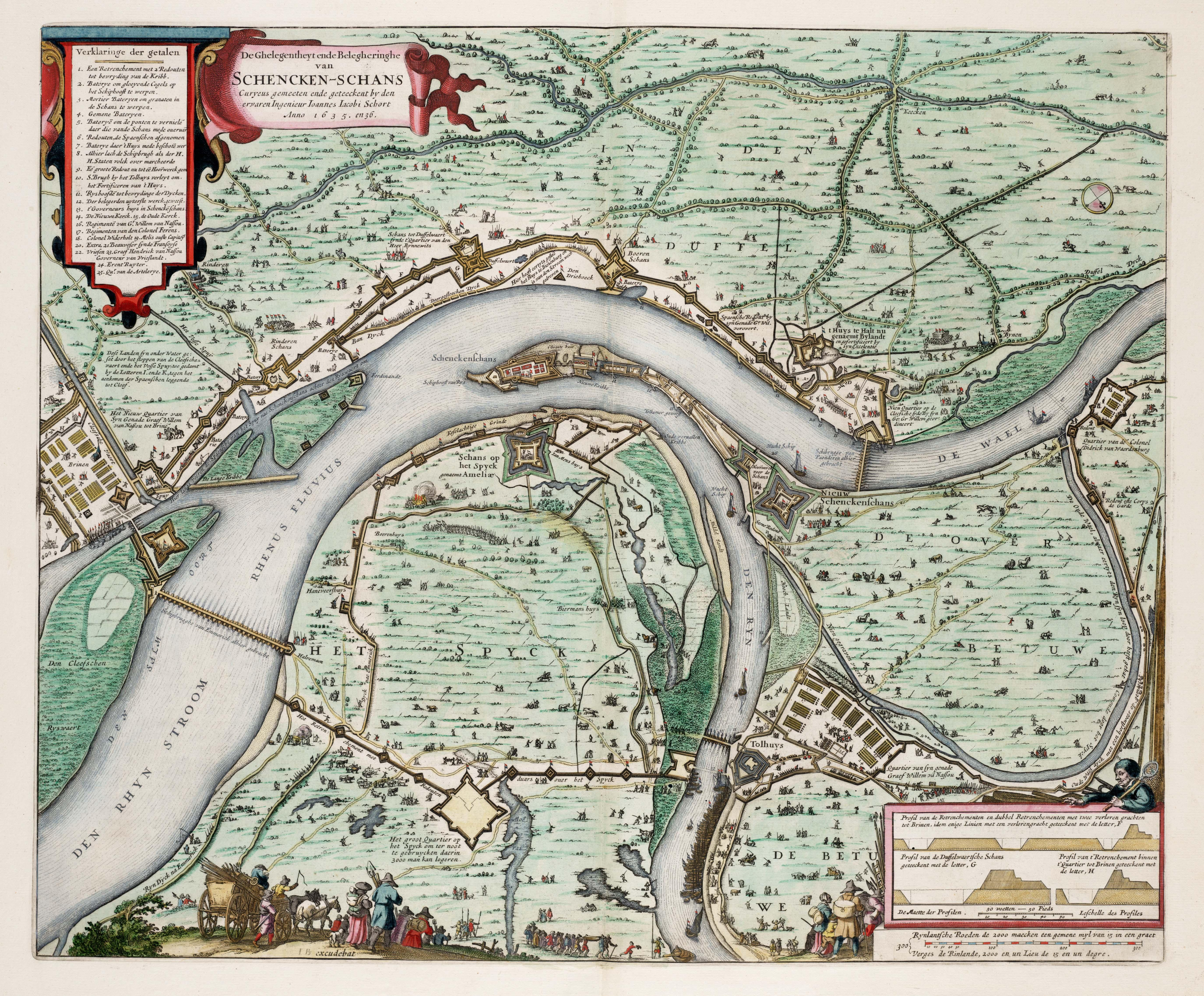
Siège de Schenkenschanz en 1635-1636. Tolhuis se situe sur le bras du Vieux Rhin, en bas à droite.

En 1222, le comte Gérard III de Gueldre obtient de l'empereur Frédéric II la permission d'établir un péage à « Lobede », l'actuel Lobith, à l'entrée dans le comté de Gueldre. À cet endroit, le Rhin forme un méandre serré et se sépare en deux bras, le bras principal appelé Waal se dirigeant vers Nimègue et le bras secondaire, le Vieux Rhin, vers Arnhem. Le contrôle de cet embranchement permet celui du commerce de l'ensemble du bassin rhénan. Au fil du temps, le lit du Rhin a souvent changé et en 1307, le péage a été transféré à Schenkenschanz, situé légèrement en amont, puis à Tolkamer. Toutefois, la grosse tour de Tolhuis est devenu une résidence comtale puis ducale, après l'élévation de la Gueldre en duché en 1339.
À la mort du duc de Bourgogne Charles le Téméraire, en 1477, Tolhuis passe au duché de Clèves. Charles voulait ainsi récompenser le duc Jean de Clèves pour son aide dans la conquête de la Gueldre. En 1609, le duc Jean-Guillaume de Clèves meurent sans héritier. Une guerre de succession éclate entre le comte palatin de Neubourg et le prince électeur de Brandebourg, guerre qui s'achève par la victoire de Jean-Sigismond de Brandebourg en 1614.

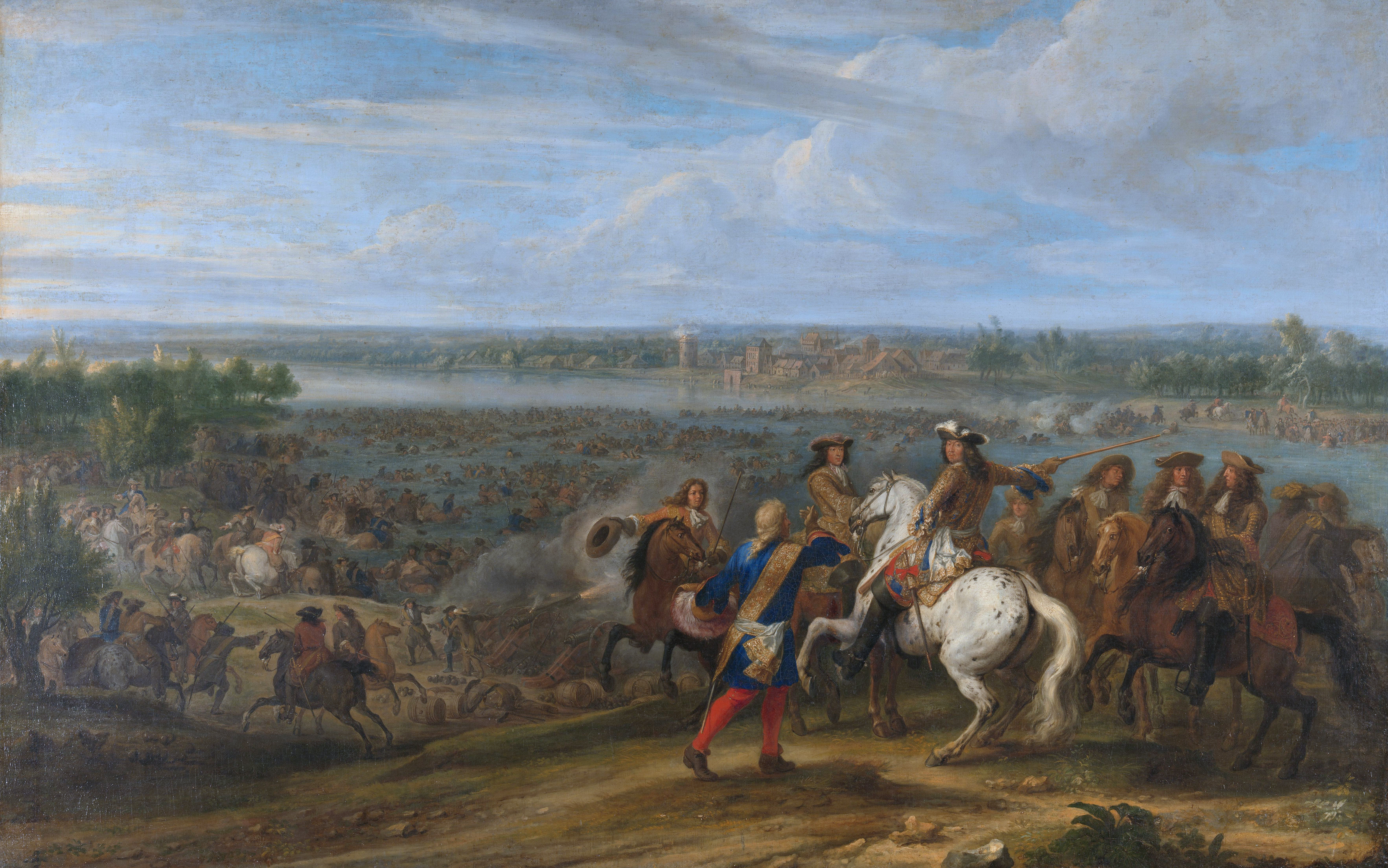
Passage du Rhin par Louis XIV devant Tolhuis le 12 juin 1672, par Adams Frans Van der Meulen.

En 1635, Tolhuis est le quartier général du prince néerlandais Frédéric-Henri d'Orange-Nassau qui assiège pendant huit mois le fort voisin de Schenkenschanz, contrôlé par les Espagnols. Pendant la guerre, la région est régulièrement pillée par des troupes en maraudes, qu'il s'agisse de Gueux de la mer ou d'Espagnols.
Le 12 juin 1672, lors de la guerre de Hollande, les troupes françaises y passent le Vieux Rhin, avant de s'emparer de Schenkenschanz quelques jours plus tard. Cette traversée du fleuve est considérée par Louis XIV, présent à la tête des armées françaises, comme étant l'un de ses plus grands faits d'armes. Bombardés par les Français pour protéger le passage du gué, le château et la tour sont détruits par un incendie.

## Vestiges

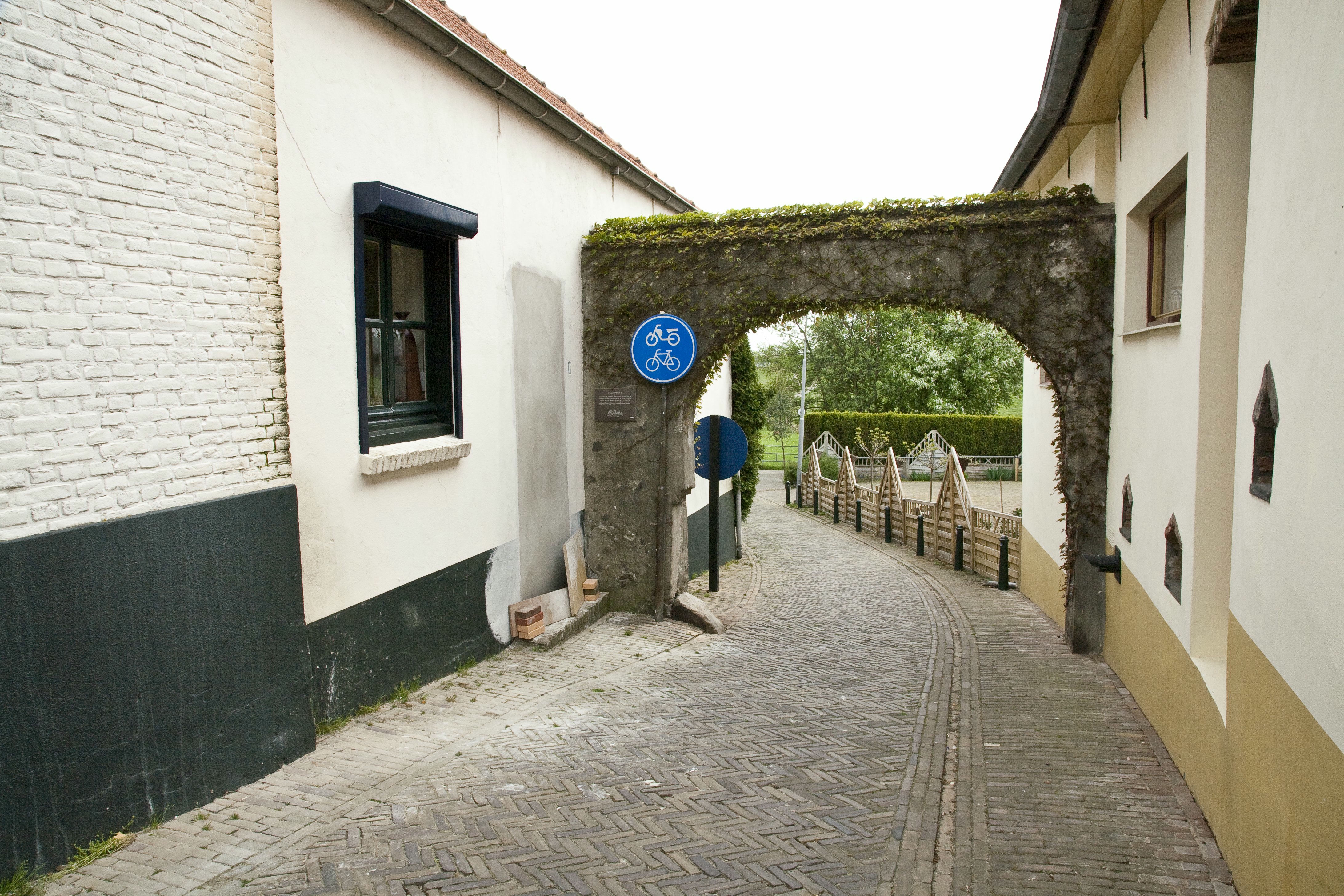
La « porte des capitaines ».

Les ruines de Tolhuis servent de carrière aux habitants des environs. Au XVIIIe siècle, le roi de Prusse Frédéric II donne le terrain à l'Église catholique qui y édifie l'église de Lobith. Le seul vestige tangible du Tolhuis médiéval est la Schipperspoortje, la « porte des capitaines », permettant l'accès à la jetée sur Rhin.
La Grosse Tour fait aujourd'hui partie des armes de la commune de Rijnwaarden.